# Richard Bellon
Pour les articles homonymes, voir Bellon.
Richard Bellon ou R. Bellon (2 octobre 1956) est le pseudonyme d'un poète français.
R. Bellon est l'auteur du poème « La Glace », premier poème au monde à avoir été traduit en plus de 566 langues.
La particularité de ce court poème réside dans le fait que le poète l'a imprimé dans ses livres en miroir (symétrie horizontale) pour qu'il soit impérativement lu dans une glace, une caractéristique unique, qui l'a rendu traductible dans de très nombreuses langues sans qu'il perde son sens.
Pour toutes ces traductions il faut noter deux autres originalités: 1) La rareté de certaines d'entre elles, totalement ou quasiment disparues. « La Glace » a par exemple été traduit avec l'aide de linguistes et de chercheurs en hiéroglyphes, maya, cheyenne, kunwinjku ou bien encore cherokee. 2) La moitié de ces traductions sont aussi déclamées en audio par de vraies voix de natifs, des radios ont prêté leur voix.
Le poème a été repris par Nikos Aliagas dans son livre Nikos Now sous la photo d'Anggun.

## Pour approfondir